# MG 7
MG 7 – samochód osobowy klasy średniej produkowany pod brytyjsko-chińską marką MG w latach 2007–2013 oraz ponownie od 2022 roku jako druga generacja.

## Pierwsza generacja

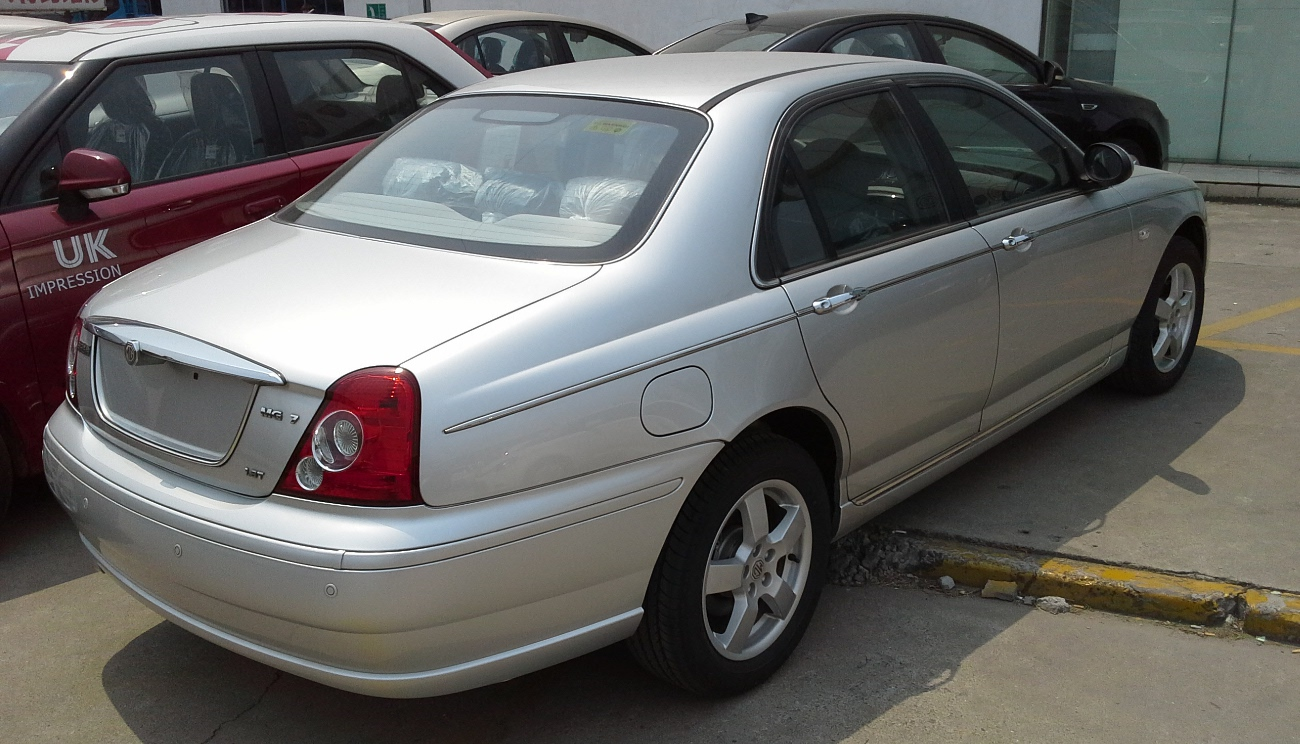
MG 7 I - tył

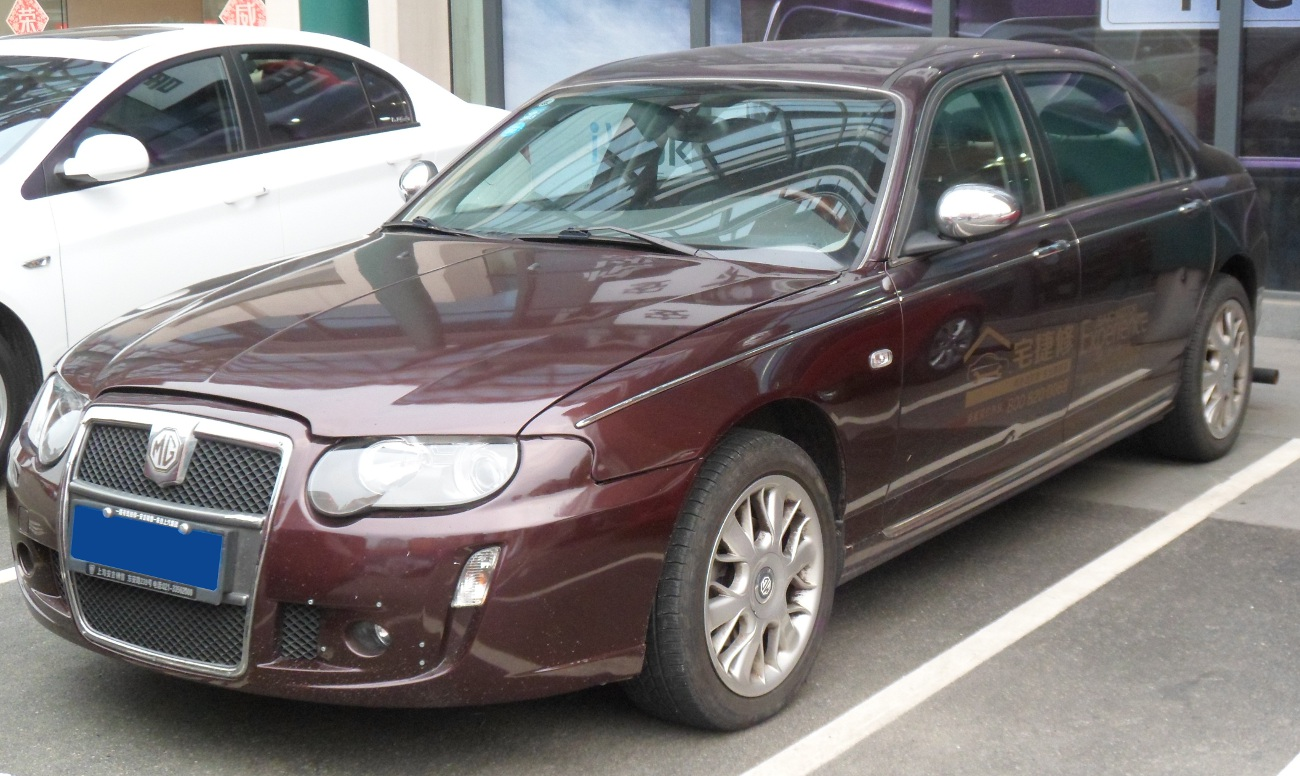
MG 7L

MG 7 I został zaprezentowany po raz pierwszy w 2007 roku.
Bankructwo brytyjskiego MG Rover w kwietniu 2005 roku doprowadziło do przerwania produkcji wszystkich modeli marek MG oraz Rover. Masę upadłościową nabył w czerwcu tego samego roku chiński koncern Nanjing Automobile, decydując się na wznowienie produkcji wybranych pojazdów przez nowe firmy na terenie Chin - MG Motor i Roewe.
Zmodernizowana pochodna wersja Rover 75 zadebiutowała w 2006 roku jako Roewe 750, z kolei kontynuacja MG ZT przedstawiona została w kwietniu 2007 roku pod nazwą MG 7.
Pracując nad MG 7, koncern SAIC zdecydował się wykorzystać brytyjskie podzespoły modelu sprzed modernizacji w 2004 roku. W ten sposób, pas przedni przyozdobiły podwójne reflektory zamiast zespolonych, jakie zdobiły MG ZT w ostatnim roku produkcji. Ponadto, nowy chiński producent zastosował nowy wzór tylnych lamp, pozostałe elementy nadwozia i kabiny pasażerskiej pozostawiając bez głębszych modyfikacji.

### 7L
W sierpniu 2009 roku ofertę sztandarowego modelu w ofercie MG poszerzyła także nowocześniejsza, przedłużona odmiana o nazwie MG 7L, która zyskała nowocześniejszy pas przedni identyczny z bliźniaczym Roewe 750, wyróżniając się zespolonymi reflektorami i dużą atrapę chłodnicy z chromowaną obwódką. W przeciwieństwie do modelu Roewe, MG 7L zyskało jeszcze dłuższy rozstaw osi i dłuższe nadwozie. Jednostką napędową zasilającą luksusowy wariant pojazdu zasilił 1,8-litrowy silnik benzynowy z turbodoładowaniem.

### Sprzedaż
Zarówno podstawowe MG 7, jak i topowe MG 7L oferowane były wyłącznie na wewnętrznym rynku chińskim. Samochód cieszył się umiarkowaną popularnością, w ciągu pierwszych trzech lat produkcji sprzedając się rocznie średnio w 3 tysiącach sztuk, między 2010 a 2013 rokiem - w mniej niż tysiącu egzemplarzy rocznie.

### Silniki
- R4 1.8l Turbo
- V6 2.5l

## Druga generacja

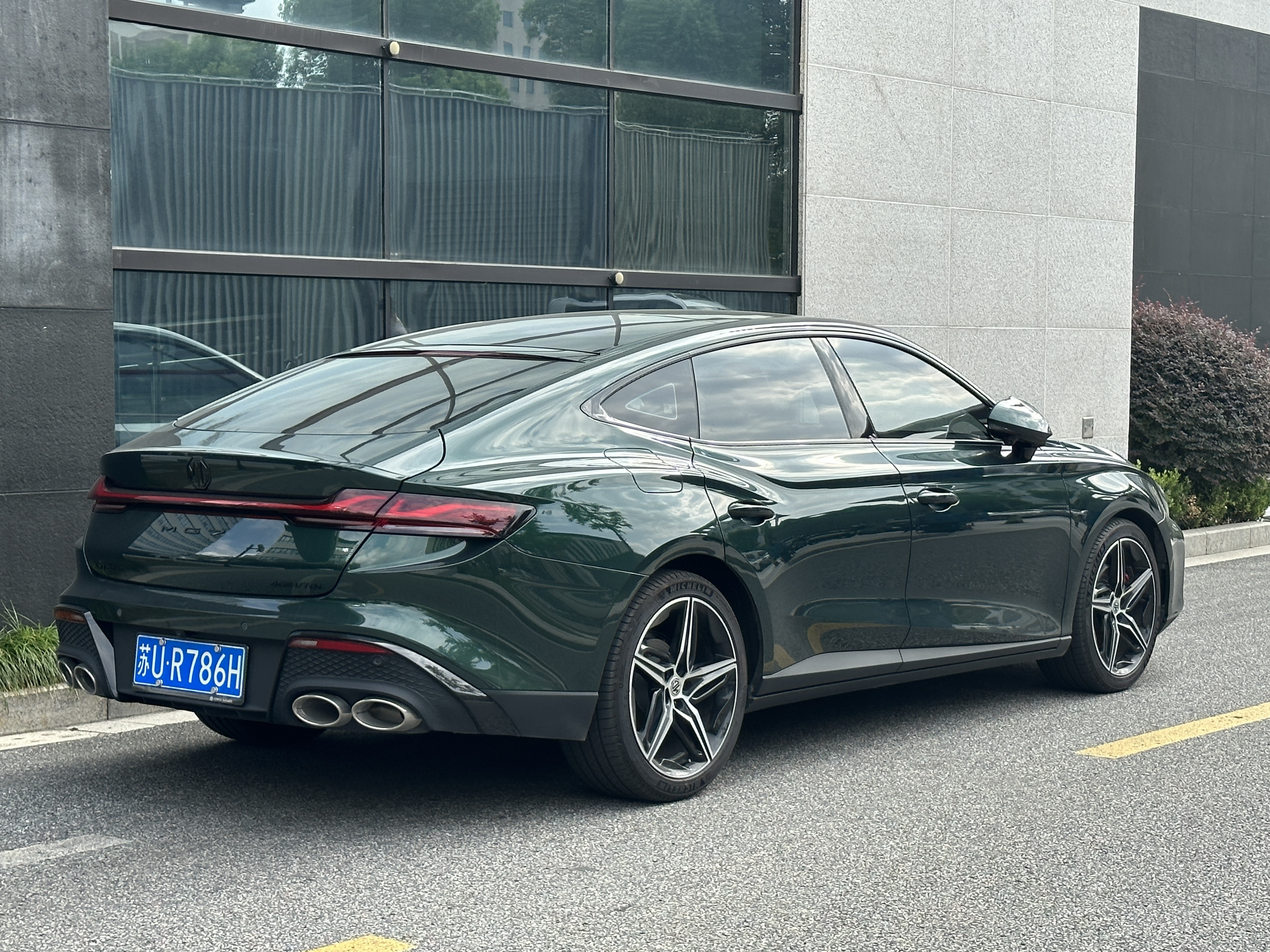
MG 7 II - tył

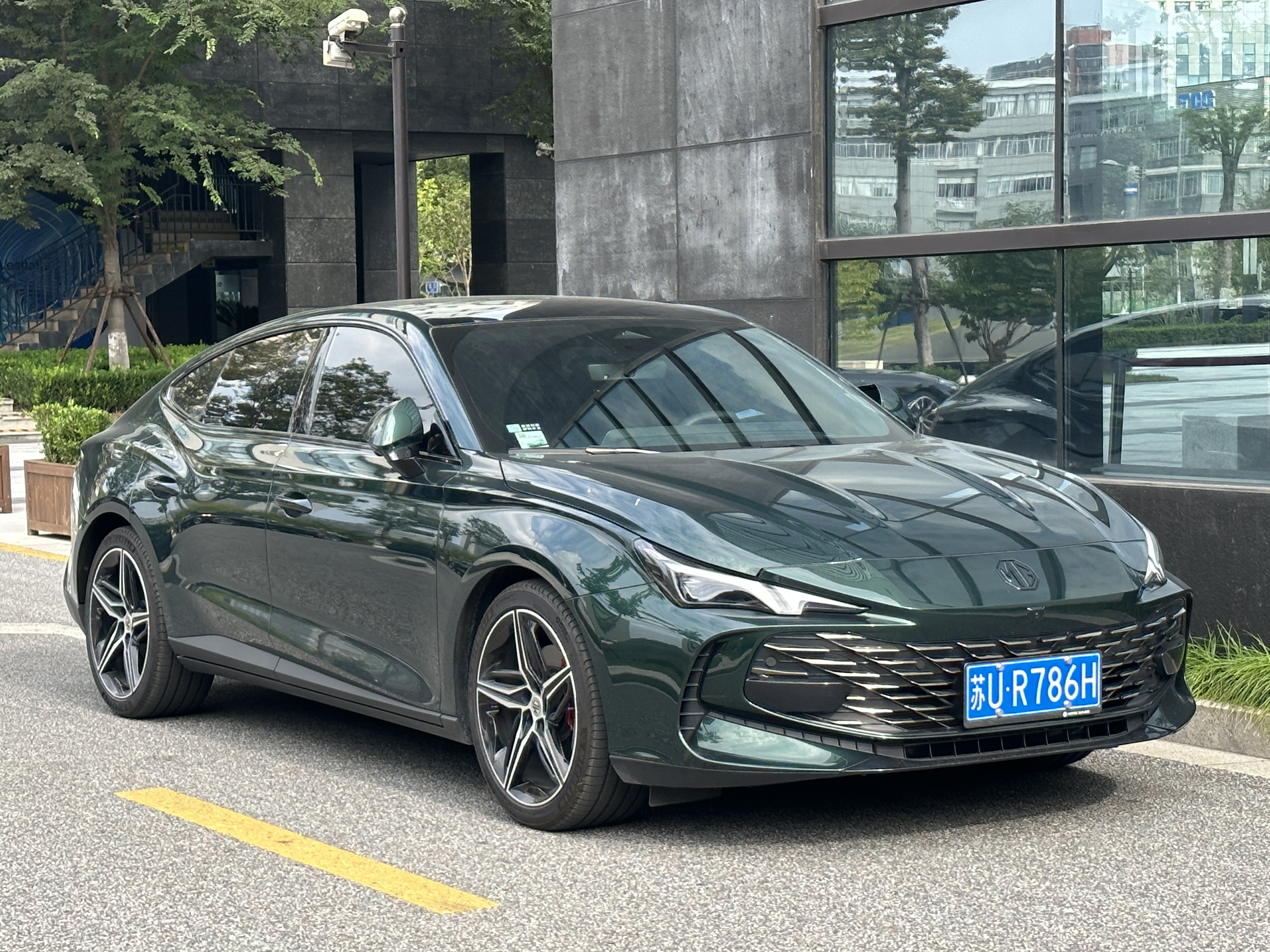
MG 7 II GT

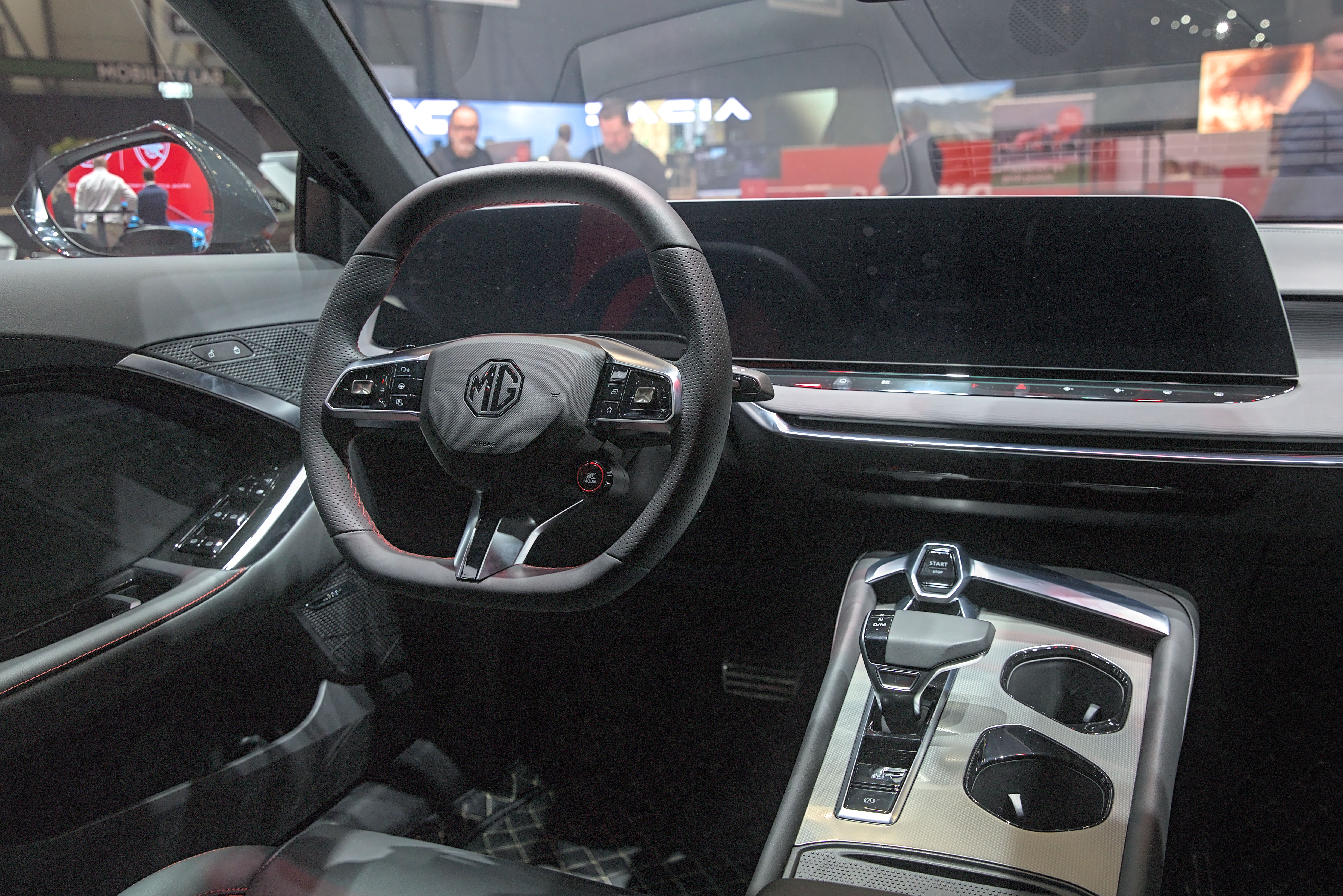
MG 7 II - kokpit

MG 7 II został zaprezentowany po raz pierwszy w 2022 roku.
W sierpniu 2022, 9-letniej przerwie, MG zadecydowało o powrocie do średniej klasy i przywróceniu do użytku używanego w latach 2007–2013 dla modelu tej wielkości numeru "7". Nowy model utrzymany został w agresywnym języku stylistycznym firmy, kontynuując rozwiązania wykorzystane już na przełomie dekad wobec kompaktowych modeli MG 5 i MG 6, plasując się w gamie powyżej nich jako flagowa konstrukcja. 
Samochód zyskał sylwetkę bogatą w obłe przetłoczenia, ostre linie i wyraźnie zarysowane nadkola. Agresywnie ukształtowane reflektory wykonano w technologii LED, podobnie jak pas świetlny dominujący tylną część nadwozia. Nisko osadzony wlot powietrza w kształcie sześciokąta objął większość przedniej części nadwozia, zyskując logo firmowe na krawędzi zderzaka wzorem stylizacji mniejszego MG 6 Pro. Pomimo nisko opadającej linii nadwozia kończącej się pod kątem przy ostro ukształtowanej krawędzi bagażnika w stylu nadwozi fastback, MG 7 drugiej generacji to 4-drzwiowy sedan. Wśród akcentów nawiązujących do samochodów typu coupé są bezramkowe drzwi, a także poczwórne końcówki wydechu.
Minimalistyczna kabina pasażerska utrzymana została w estetyce łaczącej akcenty z aluminium i skóry, w zależności od wariantu wyposażenia umożliwiając wykończenie z czerwonej lub zielonej tapicerki ze skóry nappa. Cyfrowe wskaźniki oraz centralny ekran dotykowy wyświetlacz systemu multimedialnego utworzyła jedna, zintegrowana tafla o łącznej przekątnej wynoszącej 33 cale. Na liście elementów wyposażenia standardowego znalazł się też składający z 14 głośników system nagłośnieniowy BOSE.
Do napędu MG 7 drugiej generacji wykorzystane zostały dwa silniki benzynowe. Podstawowa odmiana 300 VTGI to 1,5 litrowa jednostka o mocy 183 KM połączona z 7-biegową dwusprzęgłową skrzynią biegów, z kolei topowa 405 VTGI to silnik turbodoładowany o mocy 261 KM i współpracujący z 9-biegową automatyczną przekładnią.

### Sprzedaż
MG 7 drugiej generacji, w przeciwieństwie do crossoverów czy modeli elektrycznych firmy, nie został przeznaczony do sprzedaży na globalnych rynkach zbytu. Model trafił do sprzedaży wyłącznie w Chinach, gdzie zamówienia na średniej wielkości sedana rozpoczęto zbierać tuż po premierze w drugiej połowie 2022 roku.

### Silniki
- R4 1.5l 300 VTGI 183 KM
- R4 2.0l 405 VTGI Turbo 261 KM